# Lamp Lit Prose
Lamp Lit Prose es el octavo álbum de estudio de la banda estadounidense de rock experimental Dirty Projectors, publicado el 13 de julio de 2018 por el sello Domino Recording Company.

## Producción
El álbum fue producido por David Longstreth en su estudio de Los Ángeles.

## Lanzamiento
La banda apoyó el álbum con una gira, que comenzó en mayo de 2018 con importantes cambios de personal.
Lanzaron el primer sencillo del álbum, "Break-Thru", el 2 de mayo junto con un video musical. En Spin, Andy Cush describió el sencillo como "más inmediatamente Dirty Projectors-ish que cualquier cosa en el álbum homónimo" lanzado en 2017.
El 14 de junio, lanzaron un segundo sencillo, "Eso es un estilo de vida", con un video musical animado de Kitty Faingold. En Stereogum, Chris DeVille también contrastó este sencillo con el tenor de Dirty Projectors, diciendo que "That's A Lifestyle" se hizo eco de álbumes anteriores "Bitte Orca y Swing Lo Magellan, los ejercicios progresivos de mentalidad pop que transformaron a Dirty Projectors de rarezas clandestinas a pleno derecho. estrellas del indie rock. Es un tapiz de guitarra magníficamente bonito que nunca deja que su complejidad sofoque el atractivo del pop".
El 12 de julio, el día antes del lanzamiento del álbum, la banda lanzó su tercer sencillo, "I Feel Energy".

## Recepción
En Metacritic, que asigna una calificación promedio ponderada de 100 a las reseñas de las principales publicaciones, este lanzamiento recibió una calificación promedio de 77, según 27 reseñas. En Rolling Stone, Will Hermes calificó el álbum como "una avalancha de ideas y arreglos vocales magníficos" que encontró "a veces deslumbrantes y agotadores". Jazz Monroe de Pitchfork Media elogió el "tipo de composición más esperanzadora y alegre" del álbum.

## Lista de canciones
Todas las canciones escritas y compuestas por David Longstreth, except "(I Wanna) Feel It All" by Longstreth, Nat Baldwin and Mike Johnson. 
| N.º | Título                                         | Duración |  |
| 1.  | «Right Now» (featuring Syd)                    | 3:39     |  |
| 2.  | «Break-Thru»                                   | 3:47     |  |
| 3.  | «That's a Lifestyle» (con Haim)                | 4:22     |  |
| 4.  | «I Feel Energy» (featuring Amber Mark)         | 4:37     |  |
| 5.  | «Zombie Conqueror» (con Empress Of)            | 3:45     |  |
| 6.  | «Blue Bird»                                    | 3:49     |  |
| 7.  | «Found It in U»                                | 3:27     |  |
| 8.  | «What Is the Time»                             | 3:14     |  |
| 9.  | «You're the One» (con Robin Pecknold y Rostam) | 2:18     |  |
| 10. | «(I Wanna) Feel It All» (con Dear Nora)        | 4:21     |  |

| Bonus tracks |                                           |          |  |
| N.º          | Título                                    | Duración |  |
| 11.          | «What Is the Time» (Early Orchestration)  | 1:23     |  |
| 12.          | «You're the One» (Early Orchestration)    | 2:19     |  |
| 13.          | «That's a Lifestyle» (Early Instrumental) | 4:14     |  |